# VR Sm5 sorozat

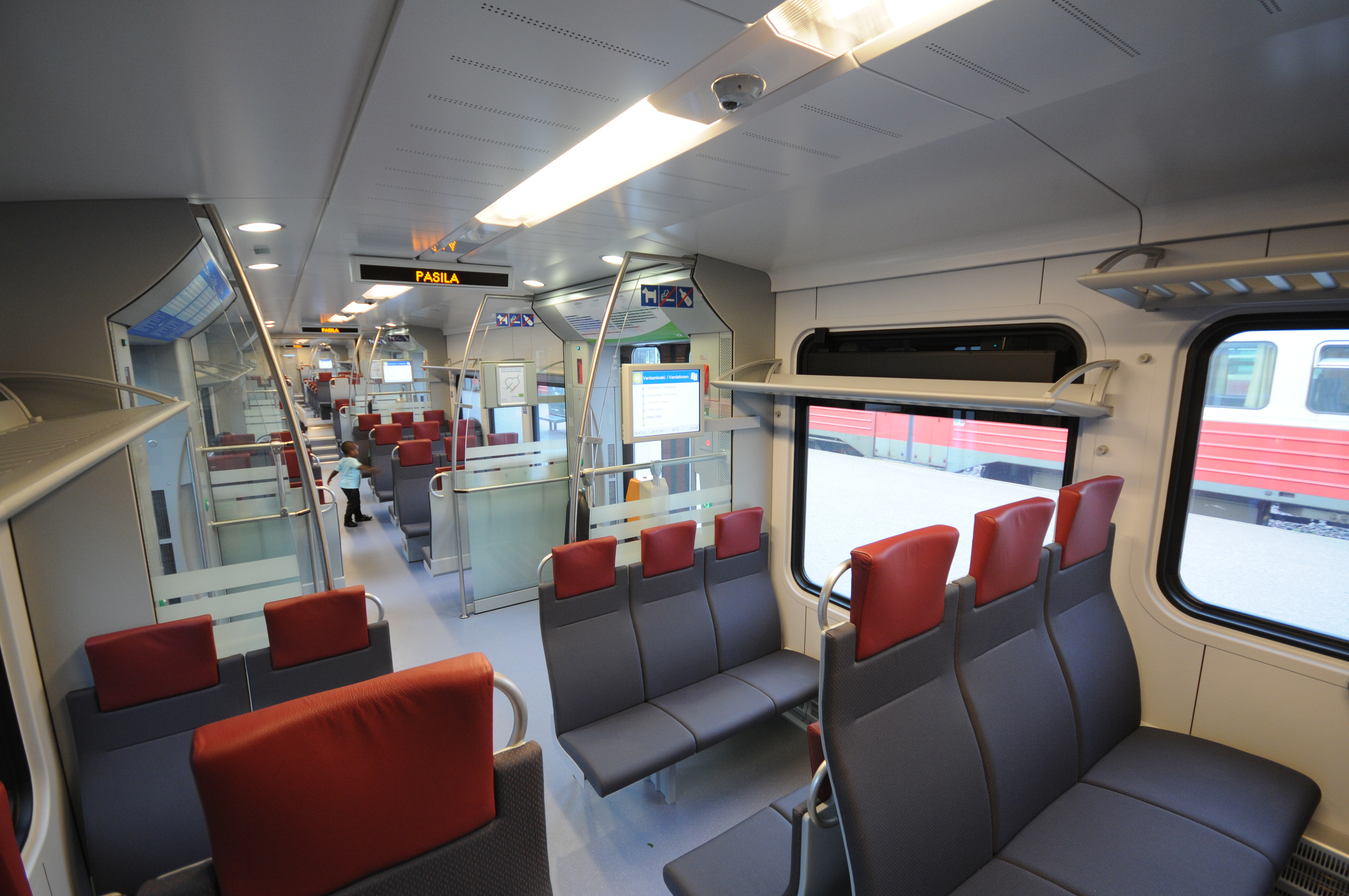
A motorvonat utastere

A VR Sm5 sorozat a Stadler Rail a finn VR számára gyártott széles nyomtávú (1524 mm) Bo'2'2'2'Bo' tengelyelrendezésű villamosmotorvonat-sorozata. 2009-től érkeznek, és a tervek szerint 41 motorvonat áll majd szolgálatba.
A vonatok részben megegyeznek a MÁV Stadler FLIRT motorvonataival.